# Volkheimeria
Volkheimeria („ještěr (argentinského paleontologa) Wolfganga Volkheimera“) byl rod menšího až středně velkého býložravého sauropodního dinosaura, jehož fosilie byly objeveny v sedimentech geologického souvrství Cañadón Asfalto (provincie Chubut, Argentina).

## Popis
Volkheimeria byl menší rod vývojově primitivního sauropoda, dosahující tělesné délky kolem 9 metrů a žijící v době před asi 165 až 161 miliony let v období střední jury. Fosilie tohoto dinosaura byly objeveny v pustinách Patagonie na jihu Argentiny. Jediný dosud známý druh V. chubutensis byl formálně popsán argentinským paleontologem José F. Bonapartem v roce 1979.

## Paleoekologie
Tito sauropodi žili v ekosystémech obývaných poměrně velkými teropodními dinosaury, jako byl například bazální alosauroid druhu Asfaltovenator vialidadi. Tito teropodi patrně útočili na mláďata a staré nebo slabé jedince těchto sauropodů.
Nové výzkumy anatomie sauropoda druhu Bagualia alba ze stejného souvrství ukazují, že právě v období rané jury dochází k velké transformaci ve vývoji sauropodomorfů a dominantními býložravci se v této době stávají obří dlouhokrké formy eusauropodů s tělesnou hmotností nad 10 tun.